# ميتالورغ دونيتسك
نادي ميتالورغ دونيتسك (بالأوكرانية: Футбо́льний клуб «Металу́рг» Доне́цьк) هو نادي كرة قدم في أوكرانيا تأسس في 17 يونيو 1996 وتم حله في 10 يوليو 2015 يقع في دونيتسك. وكان يلعب في الدوري الأوكراني الممتاز.